# Calliandra dysantha
Calliandra dysantha,  es un arbusto perteneciente a la familia de las fabáceas. Es originaria de  Brasil donde se encuentra en la Caatinga y el Cerrado distribuidas por Piauí, Bahia, Mato Grosso, Goiás, Distrito Federal, Mato Grosso do Sul, Minas Gerais, São Paulo y Paraná.

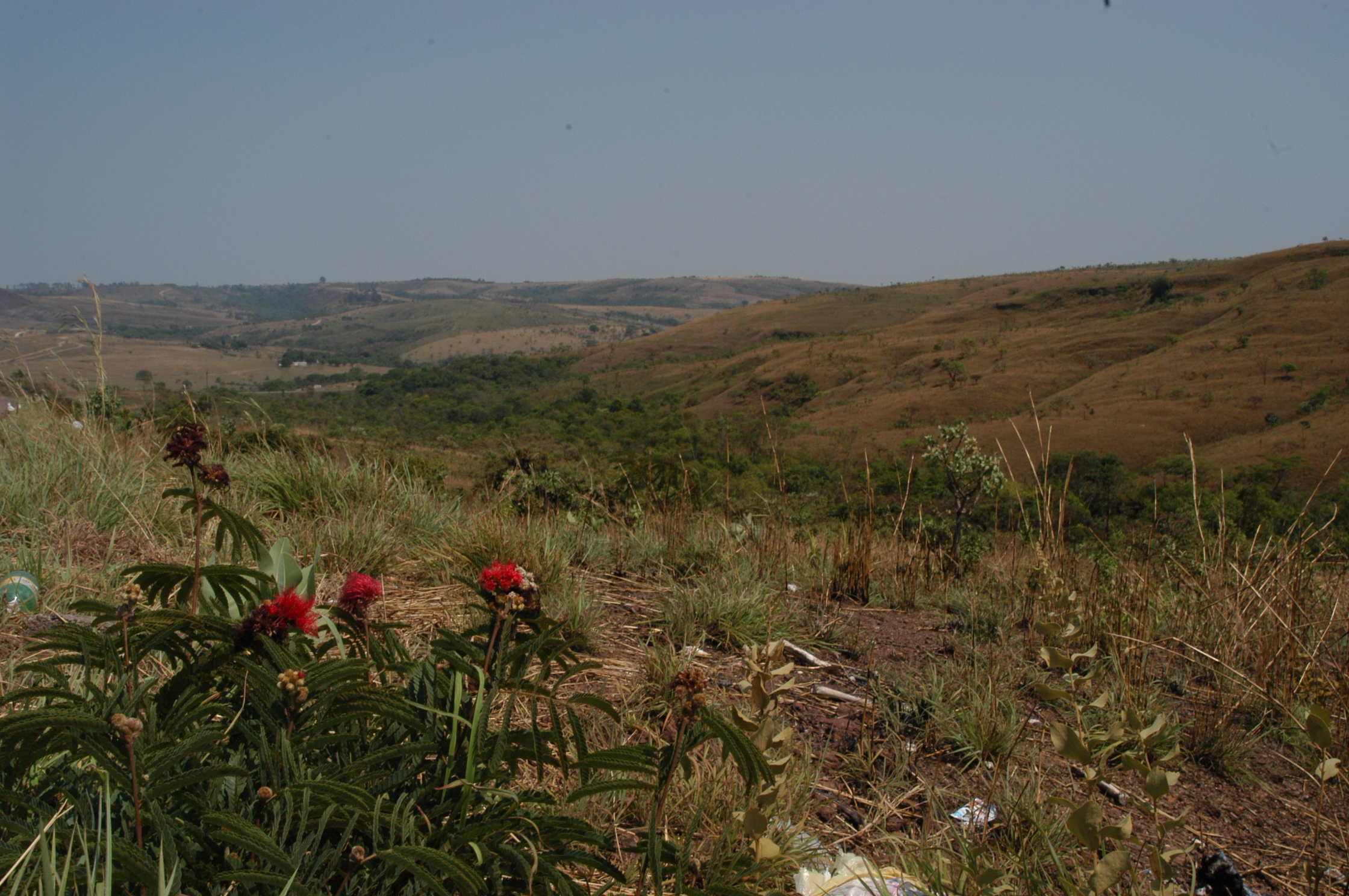
Calliandra con el Cerrado al fondo

## Taxonomía
Calliandra dysantha fue descrita por George Bentham  y publicado en Journal of Botany, being a second series of the Botanical Miscellany 2(11): 138–139. 1840.
Etimología
Calliandra: nombre genérico derivado del griego kalli = "hermoso" y andros = "masculino", refiriéndose a sus estambres bellamente coloreados.
dysantha: epíteto
Variedades
- Calliandra dysantha var. dysantha Benth.
- Calliandra dysantha var. macrocephala (Benth.) Barneby
- Calliandra dysantha var. turbinata (Benth.) Barneby

Sinonimia
var. dysantha Benth.
- Calliandra abbreviata Benth.
- Feuilleea abbreviata Kuntze
- Feuilleea dysantha Kuntze

var. macrocephala (Benth.) Barneby
- Calliandra macrocephala Benth.
- Feuilleea macrocephala (Benth.) Kuntze

var. turbinata (Benth.) Barneby
- Calliandra chapadae S.Moore
- Calliandra turbinata Benth.
- Feuilleea turbinata Kuntze[2]